# Mątowy Wielkie
Mątowy Wielkie is een plaats in het Poolse district  Malborski, woiwodschap Pommeren. De plaats maakt deel uit van de gemeente Miłoradz en telt 353 inwoners. Het is de geboorteplaats van de Z. Dorothea van Montau.